# Her's
Her's fue una banda británica de rock de Liverpool, Inglaterra, compuesta por Stephen Fitzpatrick en voz y guitarra y Audun Laading en bajo y coros. Su primer álbum de larga duración fue lanzado en agosto de 2018.
El 27 de marzo de 2019, el dúo y su mánager de gira murieron en una colisión de tráfico durante una gira en los Estados Unidos.

## Historia
Se formó en 2015 y lanzaron su canción debut, «Dorothy», el 7 de abril de 2016. Actuaron en el Green Man Festival Rising Stage en 2016. Una compilación de nueve canciones titulada Songs of Her's fue lanzada el 12 de mayo de 2017. La compilación recibió cuatro estrellas de la revista musical The Skinny. Escribiendo para NME en abril de 2017, Thomas Smith dijo:

Her's no es un grupo para quedarse quieto. Cada canción que producen, desde la potencia pop de habitación de baja fidelidad de la canción de debut de 'Dorothy', hasta la igualmente melódica versión de rock gandul del dúo en 'Marcel', ve al dúo en Liverpool cambiar y flotar entre sonidos. Nunca realmente encajando en un solo género, sino que de alguna manera acertando en lo que terminen haciendo.

La banda lanzó más tarde su primer álbum de larga duración, Invitation to Her's, en Heist o Hit Records el 24 de agosto de 2018. Her's aparecieron en la lista de Paste titulada «Las 15 nuevas bandas de Liverpool que debes conocer en 2018». Una presentación acústica de la banda en el festival South by Southwest en 2019 en Austin, Texas, también se presentó en BBC Music Introducing.

## Miembros

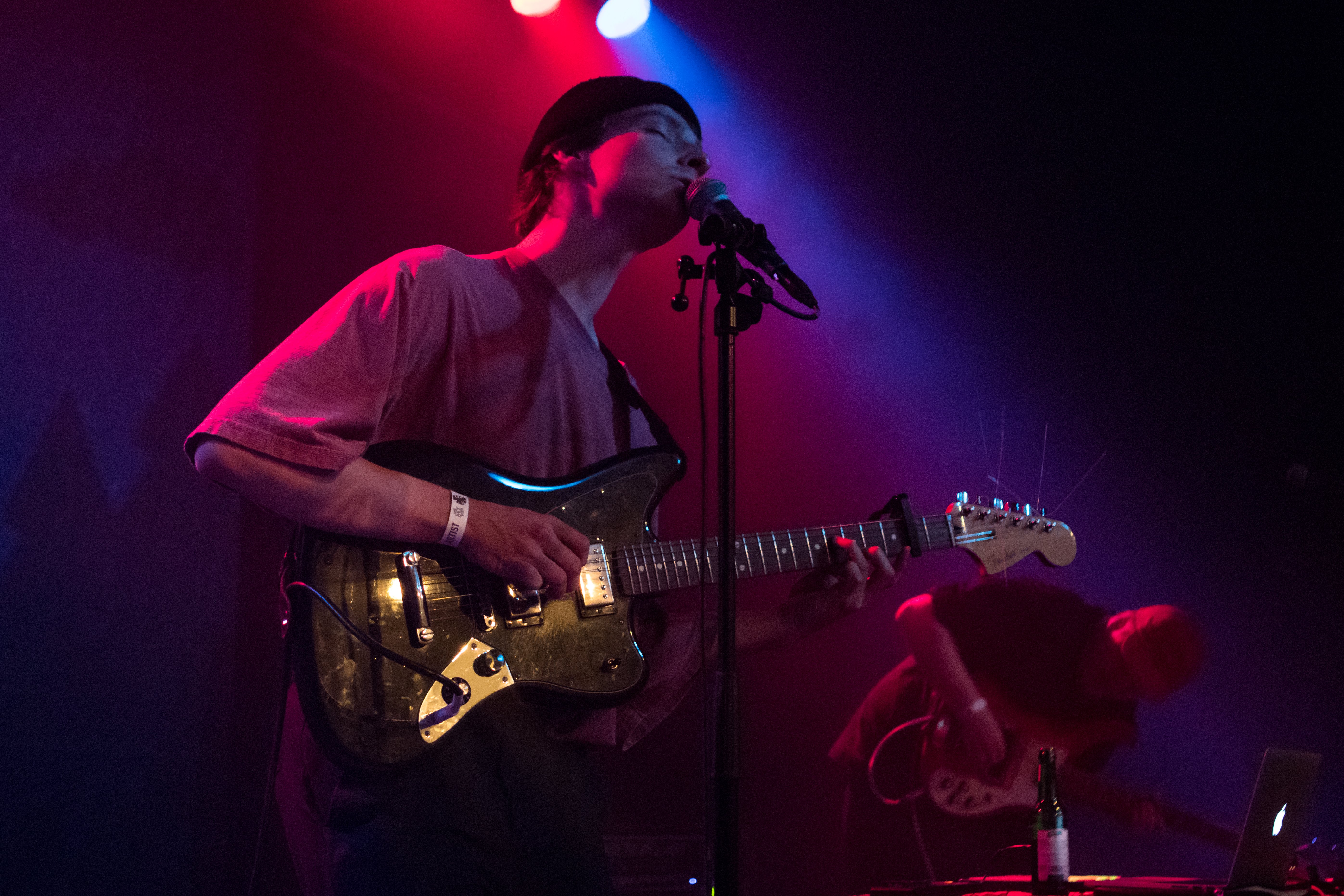
Stephen Fitzpatrick en el Way Back When Festival en 2017.

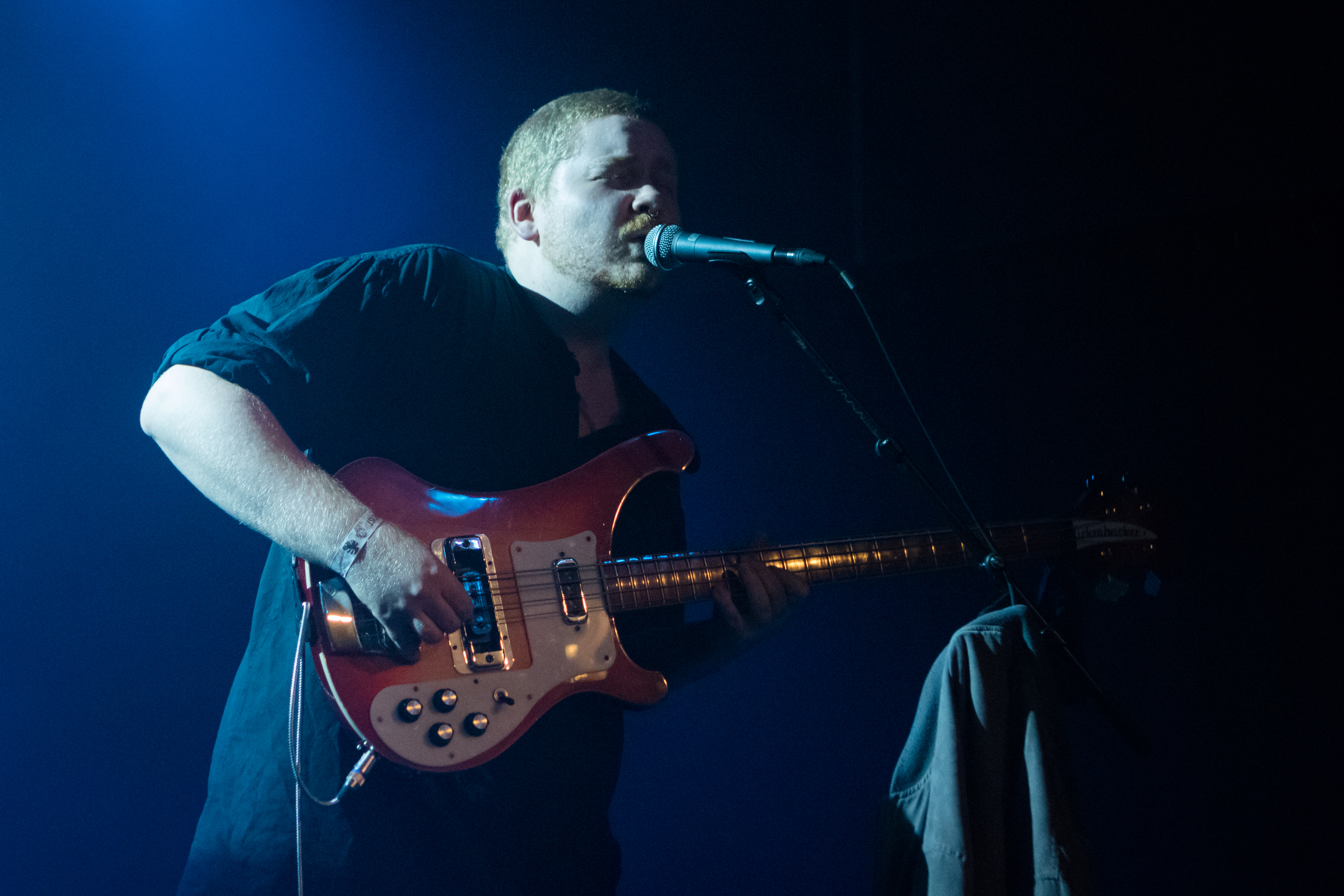
Audun Laading en el Way Back When Festival en 2017.

Her's consistía en Stephen Fitzpatrick, en voz y guitarra, y Audun Laading, en bajo y voz de respaldo. Fitzpatrick, de Barrow-in-Furness, Cumbria, Inglaterra, y Laading, de Flekkerøy, Kristiansand, Noruega, se conocieron en el Instituto de Artes Escénicas de Liverpool, del cual ambos se graduaron en 2016 después de tres años de licenciatura en música.
Fitzpatrick y Laading tocaron previamente en la sección rítmica de la banda de Brad Stank, Sundogs. El dúo inicialmente formó Her's en broma, viajando por Liverpool para filmar videos musicales cómicos y publicarlos en YouTube.
Fitzpatrick también era baterista, pero la banda usó una caja de ritmos con ambos miembros contribuyendo a su programación.

### Muertes
Alrededor de la 1 a. m. del 27 de marzo de 2019, Fitzpatrick y Laading (ambos de 25 años), y su mánager de gira, Trevor Engelbrektson (de 37 años; de Mineápolis) estuvieron involucrados en una colisión frontal de tráfico y posterior incendio cerca de la estación 68 en la carretera Interestatal 10, cerca de Centennial, en el estado de Arizona, Estados Unidos. Ninguno de los tres hombres sobrevivió. Viajaban desde Phoenix, Arizona, donde habían actuado el 26 de marzo, para presentar un espectáculo en la noche siguiente, en Santa Ana, California, a unos 560 km de distancia, como parte de su segunda gira de 19 fechas en América del Norte. El Departamento de Seguridad Pública de Arizona (AZDPS) confirmó que Engelbrektson había estado conduciendo la camioneta Ford de la banda. El conductor de una camioneta Nissan involucrada en la colisión también murió. AZDPS ya estaba respondiendo a informes de que la Nissan viajaba en la dirección equivocada, yendo hacia el este en la calzada hacia el oeste.

## Discografía

### Álbumes
- Songs of Her's (álbum compilatorio, 2017)[15]
- Invitation to Her's (álbum de estudio, 2018)[15]

### Sencillos
- «Dorothy/What Once Was» (2016)[23]
- «Marcel» (2016)[1]
- «Speed Racer» (2017)[1]
- «I'll Try» (2017)[1]
- «Loving You» (canción de Minnie Riperton) (2017)[3]
- «Love on the Line (Call Now)» (2018)[24]
- «Low Beam» (2018)[3]
- «Harvey» (2018)[3]
- «Under Wraps» (2018)[3]